# Chris Kempczinski
Christopher John "Chris" Kempczinski, född 26 september 1968, är en amerikansk företagsledare som är president och VD för den globala snabbmatskedjan McDonald's Corporation sedan den 3 november 2019, när han efterträdde britten Steve Easterbrook. Han har tidigare arbetat för Procter & Gamble, Boston Consulting Group, Pepsico och Kraft Foods Inc. Kempczinski kom till McDonald's 2015 för att leda koncernens arbete rörande affärsutveckling, innovation och strategi. Två år senare blev han utsedd till att vara högste chef för McDonald's amerikanska dotterbolag McDonald's USA.
Han avlade en kandidatexamen vid Duke University och en master of business administration vid Harvard Business School.
Den 16 maj 2022 meddelade Chris Kempczinski, att McDonald's verksamhet i Ryssland säljs, 850 restauranger och 62,000 anställda berörs.